# 薇瑞
薇瑞（Vairë，意思是「編織者」 weaver，辛達林語是 Gwîr），是英國作家約翰·羅納德·鲁埃爾·托爾金的史詩式奇幻小說《精靈寶鑽》中的人物。曼督斯之妻，維拉之一，維麗之一，編織女神，負責編織世界的故事。
薇瑞不像別的維拉擁有強大能力，她的作品掛滿她的居所曼督斯堡壘之壁。